# Фалшивия Валдемар
Фалшивият Валдемар или Волдемар (на немски: Der falsche Woldemar, falsche Waldemar, † 1356 в Десау, Анхалт) е един самозванец, който получава от Карл IV от 1348 до 1350 г. маркграфство Бранденбург.
Волдемар се казва вероятно Якоб Ребок (Jakob Rehbock) и е чирак в мелница. И до днес личността му не е изяснена.
През лятото 1348 г. един възрастен поклоник се представя пред архиепископа на Магдебург Ото като бранденбургския маркграф Валдемар, който преди 29 години е погребан. Той заявява, че погребението от 1319 г. е само инсцинирано и той през това време бил на поклонение в Светата земя. След измирането на бранденбургските Аскани Вителсбахският император Лудвиг Баварски дава през 1323 г. Марк Бранденбург на своя син Лудвиг.
Този Волдемар намира бързо последователи при княжеските конкуренти на Вителсбахите. Той се представя като член на Асканската княжеска фамилия, понеже те се надяват да поемат Марк Бранденбург. За да отслаби Вителсбахите новият император Карл IV Люксембургски дава на фалшивия Волдемар на 2 октомври 1348 г. Бранденбургското маркграфство, което засилва конфликтите между Вителсбахите и Люксембургите. През февруари 1350 г. Волдемар е признат официално за лъжец.
Карл IV дава на Лудвиг отново Марк Бранденбург и обявява през март и април 1350 г., че Волдемар не е маркграф по право. Оттогава Волдемар живее в двора на Асканите в Анхалт-Десау, където е почитан княжески до края на живота му, преди да умре вероятно през 1357 г. от естествена смърт.
През 1842 г. Вилибалд Алексис публицира романа си Der falsche Woldemar. През 1999 г. излиза романът Der letzte Askanier от Хорст Бозетцки (Франкфурт 1999).